# 哈那提·斯拉木
哈那提·斯拉木（1984年9月13日—），哈萨克族，哈薩克斯坦籍男子拳擊運動員。出生于中國新疆阿勒泰地区哈巴河县。

## 生涯
哈那提·斯拉木的父亲是一名教师，二哥曾是新疆拳击队队员。受二哥影响热爱拳击，於1997年進入新疆競技學枚的拳擊隊，阿不力克木‧阿不都熱希提為他的教練。4年後，他被教練提拔至新疆拳擊隊中。2004年，他取得加入國家隊的機會，教練依然是阿不力克木‧阿不都熱希提。
2000年，哈那提·斯拉木於新疆錦標賽贏得69公斤級小項的冠軍。3年後的全國錦標賽，他取得一個亞軍，同年的全國冠軍賽中，他成為冠軍得主。2004年，他在廣州贏得了雅典奧運亞洲區選拔賽的69公斤級小項冠軍以及參與奧運的資格。在這年的8月，他在拳擊項目的69公斤級小項中，他在32強擊敗乌干达對手，晉身16強，但最終以10點之差不敵亞美尼亞對手出局。
2005年10月，代表新疆的哈那提·斯拉木於在十運會拳擊項目的69公斤級小項決賽以40:27大勝重慶對手，為新疆隊摘下當屆全運會的第一面金牌。翌年12月的亞洲運動會，他在69公斤級小項的4強賽以30:37不敵哈薩克對手，取得一面銅牌。
2007年4月，哈那提·斯拉木在成都舉行的全國錦標賽中贏得冠軍。兩個月於蒙古舉行的亞洲錦標賽中，斯拉木在4強出局，取得銅牌。
2008年北京奧運69公斤級小項四強，他不敵古巴選手，得到銅牌。
2011年，哈那提放弃中国国籍，入籍哈萨克斯坦。2012年转为职业选手，并在美国佛罗里达训练。

## 資料來源
1. ↑  钟磊. . 乌鲁木齐晚报. 2007-09-08  [2011-08-13] （中文）.[永久]
2. ↑  哈那提·斯拉木表現神勇 新疆團奪得十運會首金[永久]
3. ↑  .   [2014-01-25]. （原始内容存档于2013-06-16）.
4. ↑  .[永久]